# Кентленд (Індіана)
Кентленд (англ. Kentland) — місто (англ. town) в США, в окрузі Ньютон штату Індіана. Населення — 1641 особа (2020).

## Географія
Кентленд розташований за координатами 40°46′23″ пн. ш. 87°26′43″ зх. д. / 40.77306° пн. ш. 87.44528° зх. д. (40.772945, -87.445142).  За даними Бюро перепису населення США в 2010 році місто мало площу 3,96 км², уся площа — суходіл. В 2017 році площа становила 3,50 км², уся площа — суходіл.

## Демографія
Згідно з переписом 2010 року, у місті мешкало 1748 осіб у 695 домогосподарствах у складі 450 родин. Густота населення становила 441 особа/км².  Було 782 помешкання (197/км²).
Расовий склад населення:
| - 94,2 % — білих - 0,8 % — чорних або афроамериканців - 0,5 % — азіатів - 0,1 % — корінних американців - 2,6 % — осіб інших рас |

До двох чи більше рас належало 1,8 %. Частка іспаномовних становила 8,0 % від усіх жителів.
За віковим діапазоном населення розподілялося таким чином: 24,7 % — особи молодші 18 років, 59,5 % — особи у віці 18—64 років, 15,8 % — особи у віці 65 років та старші. Медіана віку мешканця становила 40,9 року. На 100 осіб жіночої статі у місті припадало 96,2 чоловіків;  на 100 жінок у віці від 18 років та старших — 99,4 чоловіків також старших 18 років.
Середній дохід на одне домашнє господарство  становив 50 940 доларів США (медіана — 42 286), а середній дохід на одну сім'ю — 57 965 доларів (медіана — 53 017). Медіана доходів становила 40 104 долари для чоловіків та 28 017 доларів для жінок. За межею бідності перебувало 16,9 % осіб, у тому числі 29,3 % дітей у віці до 18 років та 8,2 % осіб у віці 65 років та старших.
Цивільне працевлаштоване населення становило 840 осіб. Основні галузі зайнятості: виробництво — 25,2 %, роздрібна торгівля — 18,1 %, освіта, охорона здоров'я та соціальна допомога — 11,7 %, транспорт — 8,8 %.